# أييا مارينا (إماثيا)
أييا مارينا (Αγία Μαρίνα) هي مدينة في إيماثيا في مقاطعة فوريا إلادا في اليونان.
يبلغ عدد سكانها حوالي 682   نسمة.